# Vila Boa de Quires
Vila Boa de Quires é uma povoação portuguesa do Município de Marco de Canaveses que foi sede da extinta Freguesia de Vila Boa de Quires, freguesia que tinha 16,12 km² de área e 3 394 habitantes (2011), e, por isso, uma densidade populacional de 210,5 hab/km².
A Freguesia de Vila Boa de Quires foi extinta (agregada) pela reorganização administrativa de 2013, sendo o seu território integrado na Freguesia de Maureles.

## População
| População da freguesia de Vila Boa de Quires | População da freguesia de Vila Boa de Quires | População da freguesia de Vila Boa de Quires | População da freguesia de Vila Boa de Quires | População da freguesia de Vila Boa de Quires | População da freguesia de Vila Boa de Quires | População da freguesia de Vila Boa de Quires | População da freguesia de Vila Boa de Quires | População da freguesia de Vila Boa de Quires | População da freguesia de Vila Boa de Quires | População da freguesia de Vila Boa de Quires | População da freguesia de Vila Boa de Quires | População da freguesia de Vila Boa de Quires | População da freguesia de Vila Boa de Quires | População da freguesia de Vila Boa de Quires |
| -------------------------------------------- | -------------------------------------------- | -------------------------------------------- | -------------------------------------------- | -------------------------------------------- | -------------------------------------------- | -------------------------------------------- | -------------------------------------------- | -------------------------------------------- | -------------------------------------------- | -------------------------------------------- | -------------------------------------------- | -------------------------------------------- | -------------------------------------------- | -------------------------------------------- |
| 1864                                         | 1878                                         | 1890                                         | 1900                                         | 1911                                         | 1920                                         | 1930                                         | 1940                                         | 1950                                         | 1960                                         | 1970                                         | 1981                                         | 1991                                         | 2001                                         | 2011                                         |
| 1 538                                        | 1 605                                        | 1 822                                        | 1 744                                        | 1 848                                        | 1 877                                        | 2 008                                        | 2 329                                        | 2 485                                        | 2 791                                        | 2 781                                        | 3 076                                        | 3 498                                        | 3 635                                        | 3 394                                        |

| Distribuição da População por Grupos Etários | Distribuição da População por Grupos Etários | Distribuição da População por Grupos Etários | Distribuição da População por Grupos Etários | Distribuição da População por Grupos Etários | Distribuição da População por Grupos Etários | Distribuição da População por Grupos Etários | Distribuição da População por Grupos Etários | Distribuição da População por Grupos Etários | Distribuição da População por Grupos Etários |
| -------------------------------------------- | -------------------------------------------- | -------------------------------------------- | -------------------------------------------- | -------------------------------------------- | -------------------------------------------- | -------------------------------------------- | -------------------------------------------- | -------------------------------------------- | -------------------------------------------- |
| Ano                                          | 0-14 Anos                                    | 15-24 Anos                                   | 25-64 Anos                                   | > 65 Anos                                    |                                              | 0-14 Anos                                    | 15-24 Anos                                   | 25-64 Anos                                   | > 65 Anos                                    |
| 2001                                         | 905                                          | 628                                          | 1 761                                        | 341                                          |                                              | 24,9%                                        | 17,3%                                        | 48,4%                                        | 9,4%                                         |
| 2011                                         | 644                                          | 521                                          | 1 779                                        | 450                                          |                                              | 19,0%                                        | 15,4%                                        | 52,4%                                        | 13,3%                                        |

## História
Constituiu, até ao início do século XIX, o couto de Vila Boa de Quires. Foi nessa época incorporado em Penafiel e mais tarde passou para o actual município.
Tanto em termos históricos como patrimoniais, Vila Boa de Quires é uma das mais importantes freguesias do Município do Marco de Canaveses. É também uma das maiores, em termos de área, e uma das mais populosas.
Situa-se esta freguesia no extremo ocidental do município, no limite com o vizinho Município de Penafiel. É atravessada pela ribeira de Bufa e pelo ribeiro de S. Paio.
O Castro de Quires, situado perto do casal de S. Domingos, perto da partilha com o concelho de Penafiel, confirma o povoamento precoce desta freguesia. É um reduto castrejo de grandes dimensões, que manteve até hoje grande parte das suas estruturas habitacionais e três linhas de fortificações. A sua existência é já referida por autores como Pinho Leal, José-Augusto Vieira ou mesmo o Padre Carvalho.
Habitado desde o período Calcolítico, o Castro de Quires desenvolve-se num pequeno alto. Na acrópole, ainda é possível ver restos da antiga muralha. À superfície, vêem-se alinhamentos em pedra, respeitantes a construções domésticas. Em termos de espólio, foram recolhidos fragmentos de cerâmica castreja e romana.
A Via de Castro, calçada do período romano, devia servir a população deste castro ou aquela que ocupou a zona depois do período Calcolítico. Foram registadas referências orais à sua existência, nas nunca foram detectados vestígios físicos.
De resto, os vestígios arqueológicos na área da freguesia são abundantes. No Monte de Perafita, encontra-se o sítio arqueológico de Chã de Chouçal – mamoa número 2. Utilizada para enterramento dos mortos no período Neo-Calcolítico, tem um diâmetro de cerca de vinte e cinco metros. A couraça pétrea e a cratera de violação ainda são visíveis.
O sítio arqueológico da Lagarelha é composto por uma sepultura de datação indeterminada. Não está muito longe do Castro de Quires (menos de um quilómetro para sudoeste), por isso devia estar-lhe associado. A tampa da sepultura, colocada na posição correcta, ainda se encontra em bom estado de conservação.
O povoado fortificado de Castelos, no lugar do mesmo nome, foi habitado durante a Idade do Ferro. Não existem grandes informações acerca das suas características.
A toponímia também remete para a grande antiguidade da freguesia. Vila Boa deve estar relacionada com a existência de uma «villa» agrária do tempo dos romanos; Quires é um genitivo de Quederici, portanto de origem germânica. Nomes como Roubão, Buriz e Avessões são também deste período.
Um dos primeiros documentos relativos a Vila Boa de Quires menciona a freguesia e os seus terrenos, propriedade na sua maioria, em 1129, de D. Flâmula Moniz, que as doou nesse mesmo ano ao Mosteiro de Paço de Sousa.
Quanto ao Mosteiro de Vila Boa de Quires, terá sido fundado posteriormente, sendo o ano provável de construção o de 1185. Há quem refira também a data de 1118. Sabe-se que, no século XIII, albergava frades beneditinos. Por volta de 1320, foi convertido em Igreja Paroquial. No século XIX, procedeu-se a um aumento do templo.
Segundo as Inquirições de 1258, ordenadas por D. Afonso III, vemos que a paróquia de Vila Boa de Quires estava dividida em duas partes. Uma pertencia ao Julgado de Portocarreiro e a outra ao Julgado de Penafiel. Dentro do Couto do Mosteiro, a maior parte dos casais pertencia aos seus congéneres de Vila Boa do Bispo, deste concelho, e de Mancelos (Amarante).
Esta freguesia estava integrada em plena Honra de Portocarreiro, herdeira da Terra medieval do mesmo nome, fundada em 1057 por D. Reymão Garcia. Em Vila Boa de Quires, iriam ser erguidas as principais estruturas administrativas e judiciais do concelho: O Pelourinho, a Casa da Câmara e a Cadeia.
O Mosteiro de Vila Boa de Quires é o bem patrimonial mais importante do município. Classificado como Monumento Nacional em 1927, a sua Igreja apresenta características românicas tardias, quase proto-góticas. No entanto, devido às alterações que sofreu, apresenta também alguns aspectos neoclássicos. A sua arquitectura é marcada pela simplicidade, já que a maior parte da decoração encontra-se nos vãos exteriores e na porta principal. De planta longitudinal, é composta por nave única e capela-mor abobadada. O portal principal tem quatro arquivoltas, em arco quebrado, assente em impostas com cabeças de gado e capitéis muito decorados.
No interior, a capela-mor é decorada com silhar de azulejos de padrão policromo maneirista. O retábulo-mor foi feito num período de transição entre o tardo-barroco e o neoclássico. Os altares colaterais são em talha policroma marmoreada.
As Obras do Fidalgo são os restos de um solar nobre setecentista que nunca chegou a ser concluído. Estaria presente naquele solar um rococó e um barroco sumptuoso, com toda a exuberância decorativa que lhe está associada.
O Pelourinho, por sua vez, simboliza o passado de independência administrativa da freguesia. Classificado como Imóvel de Interesse Público, foi construído aquando da transferência para Vila Boa de Quires da sede do concelho de Portocarreiro.

## Lugares da antiga freguesia
- Agrela
- Avessões
- Barreiro
- Buriz
- Câniva
- Ervio
- Lage
- Gaia
- Lordelo
- Quatro Irmãos
- Queiroses
- Quires
- Recovo
- Romazelhas
- Roubão
- S. Sebastião
- Tapada
- Torre
- Trajinha
- Urrô
- Vilarelho
- Vinhais

## Festas e Romarias
- Festa de Nossa Senhora de Fátima

Festa realizada no Mês de Maio na Igreja Paroquial.
- Festa de S. Sabeastião

Festa Realizada no º Domingo de Julho na Capela de S. Sebastião.
- Festa de Santo André

Festa realizada na Igreja Paroquial no dia 30 de Novembro.
- Festa do Senhor

Festa Realizada na Igreja paroquial no 2º domingo de Agosto.
- Festa do Menino

## Património

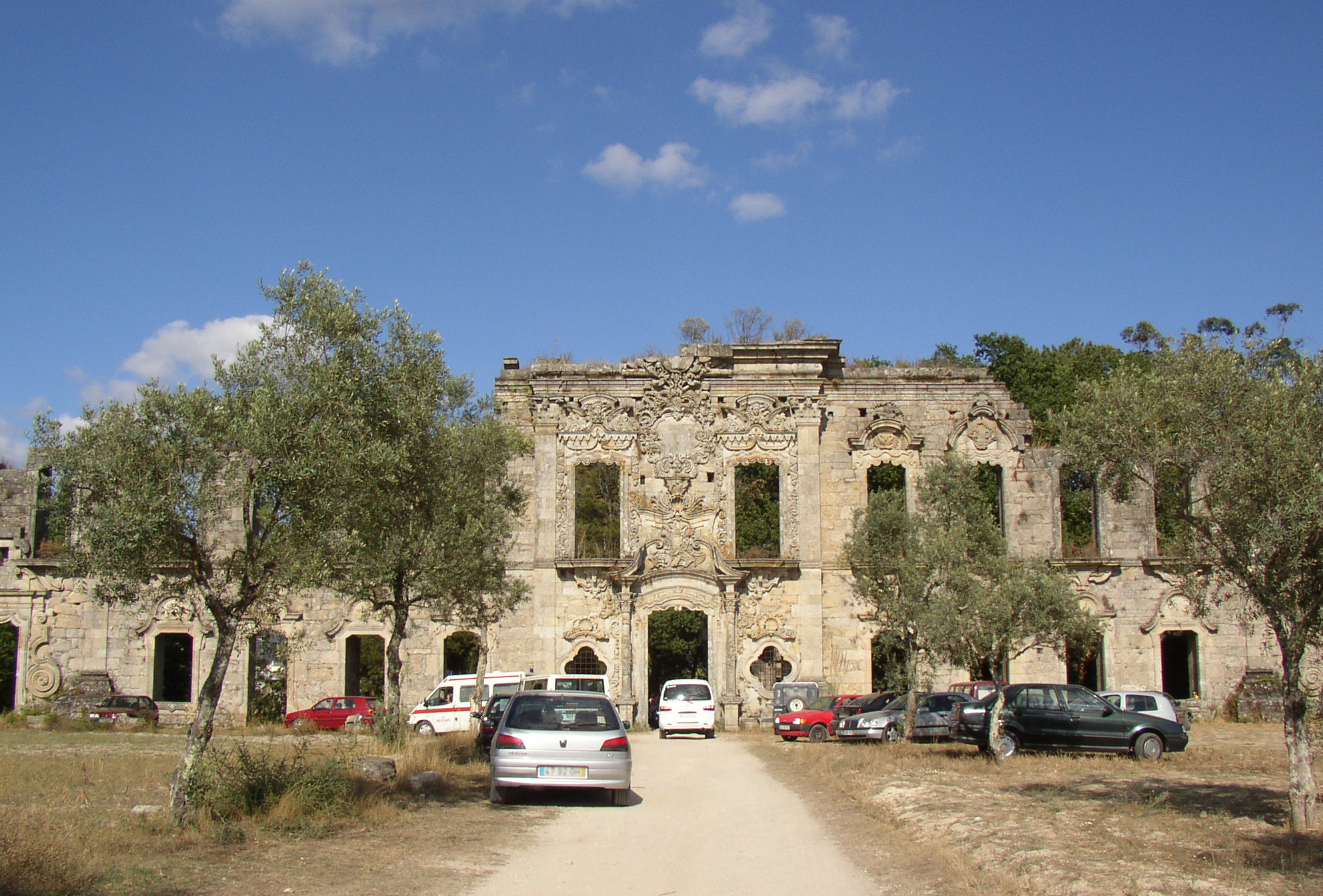
Obras do Fidalgo

- Igreja de Santo André (Vila Boa de Quires)
- Casa inacabada de Vila Boa de Quires ou Obras do Fidalgo ou Casa das Obras
- Castro de S. Domingos
- Casa da Telha
- Casa do Cabo
- Casa do Freire
- Capela de São Sebastião